# Аделаидовка
Аделаидовка — деревня в Шенталинском районе Самарской области России. Входит в сельское поселение Васильевка.

## География
Аделаидовка расположена юге района и северо-востоке области, у границы с Исаклинским районом, в 21,4 км южнее райцентра Шентала (там же ближайшая железнодорожная станция Шентала) и в 146 км от Самары. Вдоль северной границы деревни протекает река Большой Суруш, высота над уровнем моря: 96 м. Ближайшие населённые пункты — Васильевка, Борисовка, Смагино.

## Население
| 2002 | 2010 |
| 54   | 23   |